# Philip Reed
Philip Reed (Chestertown, 1760 – Huntingtown, 1829. november 2.) az Amerikai Egyesült Államok szenátora (Maryland, 1806–1813).